# 东里花园
东里花园又称李靖故居，位于中国陕西省咸阳市三原县北郊3公里处的鲁桥镇东里堡村。
东里花园相传为唐大将军、卫国公李靖的故居，现有园林为明清时代风格，建于明弘治十四年(1501)，占地48亩，名为“半顷园”。清咸丰、同治、光绪年间整修。清末回民起义时，花园损毁严重。和尚明经指挥重修，后归东里堡刘氏，由刘氏后人刘季昭重新修葺，命名为“半耕园”，篆书园名由陕西督学吴大徵题写。1917年，园主将花园卖给靖国军，改名为“靖国公园”，靖国军总司令于右任为园门题联“天地有正气，园林无俗情”。1930年，杨虎城主政陕西时在此居住，故又名杨虎城花园。西安事变后，周恩来曾来此与杨虎城商谈。
东里花园占地面积1.79万平方米，南北长163米，东西宽110米。园内中部为“关中八景”缩影景观，包括“咸阳古渡”“华岳仙掌” “骊山晚照” “曲江流引” “草堂烟雾” “灞柳风霜” “太白积雪” “雁塔晨钟”，建筑有妙香亭、读书堂、望穑楼、挂云楼、望云楼、溢清阁、八角亭等。园中还生长有52种珍贵树种和奇花异草。
1992年4月20日，东里花园公布为第三批陕西省文物保护单位。